# Pettyes törpesólyom
A pettyes törpesólyom (Spiziapteryx circumcincta) a madarak osztályának sólyomalakúak (Falconiformes) rendjéhez, azon belül  a sólyomfélék (Falconidae) családjához tartozó Spiziapteryx nem egyetlen faja.

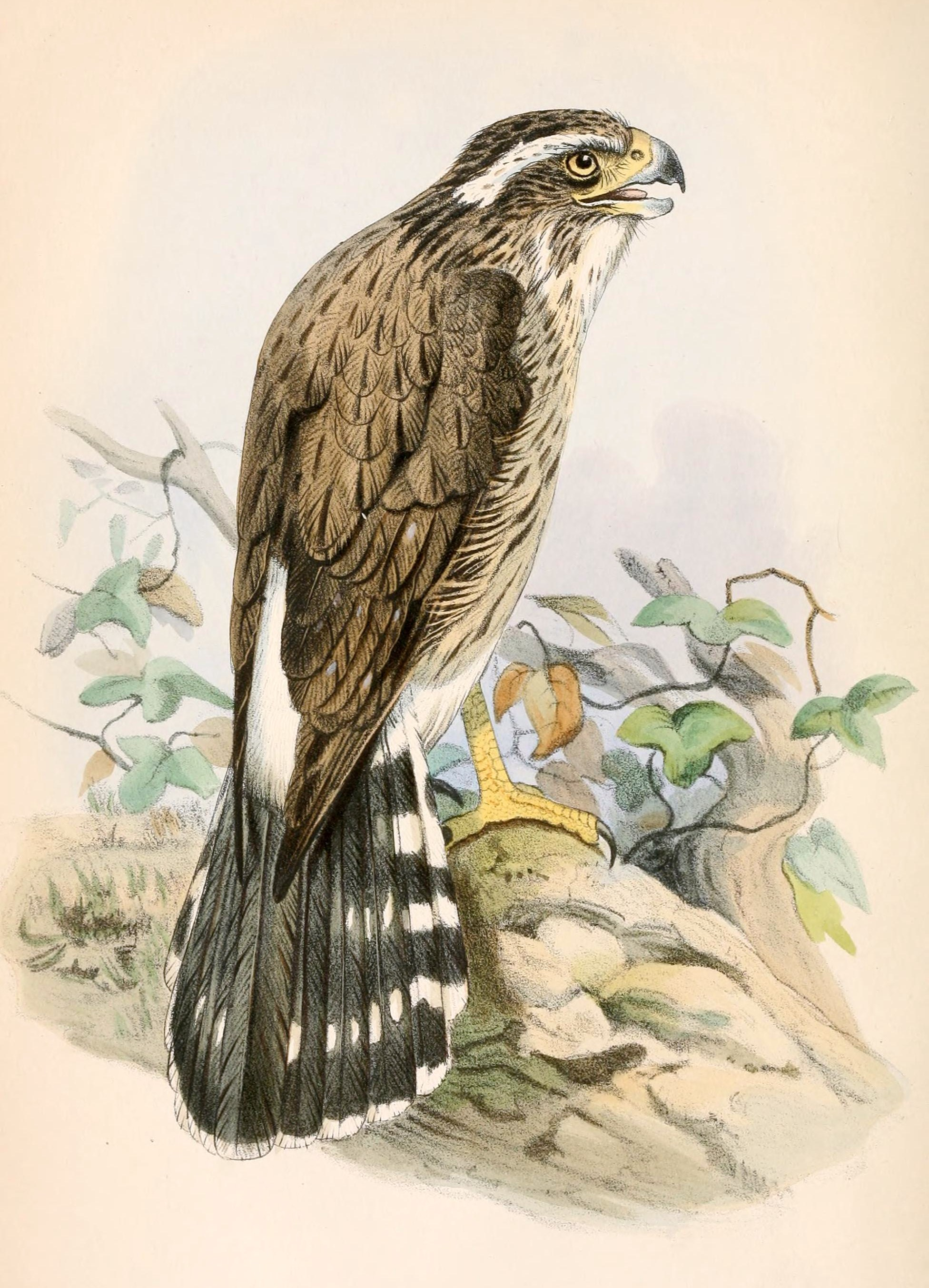

## Előfordulása
Dél-Amerikában, Argentína, Bolívia, Paraguay és  Uruguay területén honos.